# ماريو عون
ماريو عون (من مواليد 1951) هو طبيب وسياسي لبناني وعضو في التيار الوطني الحر، بقيادة ميشال عون.

## النشأة والتعليم
ولد ماريو عون في بلدة الدامور من عائلة سياسية مارونية في العام 1951. درس الطب وتخرج من جامعة بوردو الفرنسية مختصا في الغدد الصماء وأمراض التمثيل الغذائي في عام 1982.

## العمل
عمل ماريو عون في مستشفى الجعيتاوي اللبناني، كما عمل في مستشفى سانت تشارلز.

## في السياسة
- كان ماريو عون منسقا للتيار الوطني الحر في الدامور.
- في العام 2004 أصبح نقيبا للأطباء في لبنان. وبقي في منصبه حتى عام 2007. و
- في يوليو 2008، تم تعيين ماريو عون وزيرا للشؤون الاجتماعية في حكومة الرئيس فؤاد السنيورة.
- في العام 2009 ترشّح عن المقعد الماروني في منطقة الشوف في الانتخابات العامة ولم يتمكن من الفوز.